# Hemihyalea mansueta
Hemihyalea mansueta är en fjärilsart som beskrevs av Edwards 1884. Hemihyalea mansueta ingår i släktet Hemihyalea och familjen björnspinnare. Inga underarter finns listade i Catalogue of Life.